# 1999 DM2
1999 DM2 är en asteroid i huvudbältet som upptäcktes den 19 februari 1999 av den japanska astronomen Takao Kobayashi vid Ōizumi-observatoriet.
Asteroiden har en diameter på ungefär 9 kilometer.